# Yarm Viaduct
Das Yarm-Viadukt ist eine 690 m lange, zweigleisige Eisenbahnbrücke über das Flusstal des Tees in der Stadt Yarm im Borough of Stockton-on-Tees, in der zeremoniellen Grafschaft North Yorkshire, England. Die Brücke besteht aus 43 Bogen und überragt die angrenzende städtische Bebauung. Ihr Anblick dominiert die kleine Stadt Yarm. Das Viadukt wurde 1852 eröffnete, es steht gemäß Grade II unter Denkmalschutz.

## Geschichte
1847 begann die Eisenbahngesellschaft „Leeds and Thirsk Railway“ mit dem Bau einer Eisenbahnverbindung von Northallerton nach Stockton-on-Tees. Die Eisenbahnlinie verbindet seitdem die Hafenstadt Hartlepool sowie die Industriestädte von Stockton und Middlesbrough mit dem Eisenbahnnetz in Richtung nach York und Leeds. Die Bauarbeiten am Viadukt begannen 1848 und dauerten vier Jahre, die Kosten betrugen £44.500. An einem der Pfeiler befindet sich eine große Steintafel, die die Namen von Thomas Grainger und John Bourne als verantwortliche Bauingenieure trägt. Grainger starb zwei Monate nach der Eröffnung tragisch bei einem Eisenbahnunfall in Stockton-on-Tees.
Der technische Zustand des Viadukts wird regelmäßig überprüft. 2001 wurde das Bauwerk teilweise eingerüstet und es fanden umfangreiche Arbeiten statt, um Schwingungen zu reduzieren und Rissbildungen zu sanieren. Zuletzt wurden 2022 erneut Risse im Mauerwerk festgestellt und es wurden Maßnahmen zur Absicherung des Bauwerks erarbeitet.

## Beschreibung des Bauwerks
Das Viadukt erstreckt sich in Nord-Süd-Richtung über die Stadt Yarm und kreuzt den Fluss Tees. Das nördliche Ende der Brücke liegt auf dem Gebiet der Nachbargemeinde Egglescliffe. Das Bauwerk besteht aus 43 Bogen, wovon 41 eine Spannweite von 12 m haben und aus roten Ziegelsteinen gemauert sind. Zwei Bogen haben eine Weite von 20 m, sie bestehen aus Natursteinen, an dieser Stelle wird der Fluss Tees gekreuzt. Insgesamt wurden 7,5 Mio. Ziegelsteine für das Bauwerk benötigt.

## Unfälle
- 1855, als sich der Bahnhof von Yarm noch am nördlichen Ende des Viadukts befand, kam ein nach Süden fahrender Zug im Bahnhof zu spät zum Halt, so dass er teilweise bereits auf der Brücke stand. Es war dunkel, ein Reisender stieg am Kopfende des Zugs aus, er erkannte die Situation nicht und stürzte über die Brücke in den Tod.[6]
- 1997 entgleiste bei einem nach Süden fahrenden Güterzug ein mit Schotter beladener Wagon kurz vor der Brücke. Auf der Brücke verlor der Wagon einen Teil seiner Fracht, die auf die darunterliegenden Grundstücke fiel.[7]